# Arrojo (Baralla)
Arrojo (llamada oficialmente San Xoán de Arroxo) es una parroquia y una aldea española del municipio de Baralla, en la provincia de Lugo, Galicia.

## Organización territorial
La parroquia está formada por una entidad de población:
- Arroxo

## Demografía
| Gráfica de evolución demográfica de Arrojo entre 2000 y 2019 |
|                                                              |
| Datos según el nomenclátor publicado por el INE.             |